# Simfonia núm. 1 (Pettersson)
Simfonia núm. 1 és una obra orquestral del compositor suec Allan Pettersson del 1951, que mai va completar.
La simfonia hauria d'haver estat la primera obra de Pettersson per a una gran orquestra simfònica. Va estar a punt de deixar la seva carrera com a violista i seguir la carrera de compositor. Encara tenia classes de composició de dos professors diferents. René Leibowitz, un estricte seguidor de la dodecafonia d'⁣Arnold Schoenberg, i Arthur Honegger van intentar guiar-lo més enllà. Pettersson no tenia gens d'interès en els estrictes ensenyaments de Leibowitz, a part de voler dominar la part teòrica. Li agradava més Honegger. No obstant això, Pettersson va deixar clar des del principi que escriuria la simfonia com volgués. Tant el director Tor Mann com el musicòleg Bo Wallner van rebre informació sobre aquesta simfonia. Pettersson va trobar més dificultats a mesura que treballava més en la Simfonia número 3 durant els anys 1951 i 1952. Va quedar atrapat en el seu desig de crear una obra distintiva. El 1952, va deixar de banda el projecte i va començar a treballar en la seva Simfonia núm. 2, dedicada a Mann. El 1955, va fer alguns canvis a la partitura, que va marcar el final de la composició. Després d'això, la simfonia va ser retirada completament, i Pettersson va indicar que no s'havia de tocar durant la seva vida. Quan Pettersson va morir el 1980, ningú més que ell mateix havia vist mai la simfonia.
A mitjans de la dècada de 1990, el segell discogràfic alemany CPO va començar a gravar el cicle simfònic de Pettersson. La primera simfonia no es va tenir en compte, a part que es va afirmar que Peter Ruzicka estava ocupat recollint els esbossos i mirant si la interpretació era possible. El públic va haver d'esperar fins al 14 de gener de 2010 perquè Christian Lindberg (com a director d'orquestra) la interpretés amb la Norrköpings Symfoniorkester a De Geerhallen. Els mesos següents també es van fer enregistraments per a Bis Records. Lindberg és qui va fer que l'obra de 136 pàgines fos apta per a l'execució, però segons ell no es va plantejar la seva finalització. L'orquestració es fa més fina cap al final, com a senyal que l'obra no està acabada.